# Louvergny
Louvergny é uma ex-comuna francesa na região administrativa de Grande Leste, no departamento das Ardenas. Estendeu-se por uma área de 8,95 km². Em 2010 a comuna tinha 80 habitantes (densidade: 8,9 hab./km²).
Em 1 de janeiro de 2017 foi fundida com as comunas de Le Chesne e Les Alleux para a criação da nova comuna de Bairon et ses environs.

## Demografia
| 1793 | 1800 | 1806 | 1821 | 1831 | 1836 | 1841 | 1846 | 1851 |
| ---- | ---- | ---- | ---- | ---- | ---- | ---- | ---- | ---- |
| 348  | 394  | 407  | 378  | 415  | 425  | 429  | 458  | 447  |

| 1856 | 1861 | 1866 | 1872 | 1876 | 1881 | 1886 | 1891 | 1896 |
| ---- | ---- | ---- | ---- | ---- | ---- | ---- | ---- | ---- |
| lac. | lac. | 348  | 332  | 314  | 295  | 282  | 262  | 230  |

| 1901 | 1906 | 1911 | 1921 | 1926 | 1931 | 1936 | 1946 | 1954 |
| ---- | ---- | ---- | ---- | ---- | ---- | ---- | ---- | ---- |
| 204  | 192  | 194  | 172  | 179  | 158  | 138  | 150  | 134  |

| 1962 | 1968 | 1975 | 1982 | 1990 | 1999 | - | - | - |
| --- | ---- | ---- | ---- | ---- | ---- | - | - | - |
| 140 | 111  | 93   | 95   | 90   | 75   | - | - | - |
| Para os censos de 1962 a 2006 a população legal corresponde à popolução sem duplicidades, segundo define o INSEE. |      |      |      |      |      |   |   |   |